# Graffiti z ulicy Goulston

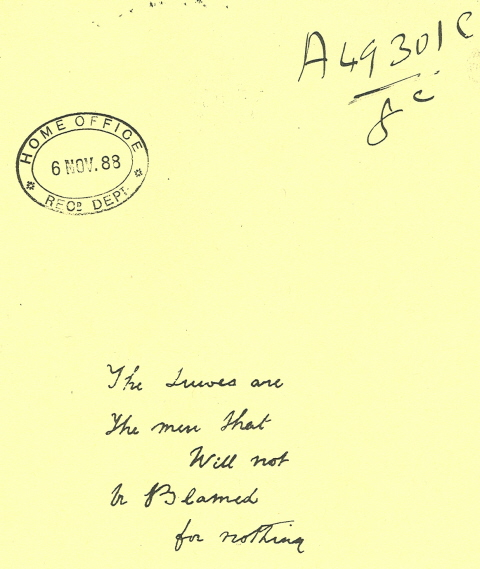
Kopia graffiti dołączona do raportu Charlesa Warrena wysłanego brytyjskiemu Ministerstwu Spraw Wewnętrznych.

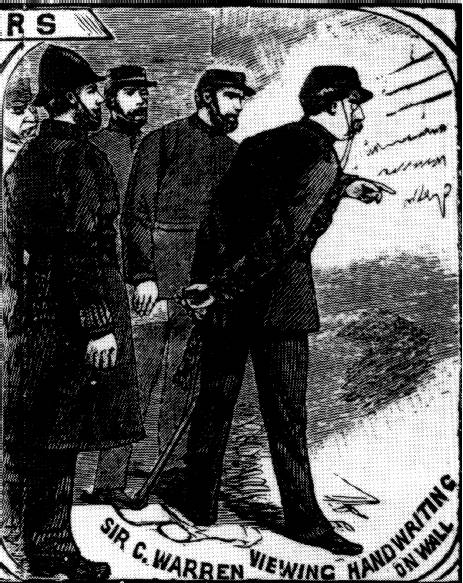
Ilustracja w gazecie „The Illustrated Police News” z 20 października 1888 – Komisarz Charles Warren ogląda graffiti

Graffiti z ulicy Goulston – nazwa nadana napisowi na ścianie kamienicy, mogącemu być dowodem w sprawie Kuby Rozpruwacza.
Po morderstwach Elizabeth Stride i Catherine Eddowes dokonanych w nocy z 30 września 1888, funkcjonariusze policji badali okolicę, chcąc znaleźć świadków, podejrzanych oraz dowody. Po trzeciej rano konstabl Alfred Long natrafił w klatce schodowej jednej z kamienic na ulicy Goulston mieszczącej mieszkania z numerami 108–119 na skrwawiony kawałek tkaniny, zidentyfikowany później jako fragment fartucha Eddowes. Nad nim na czarnej, ceglanej ścianie znajdował się wykonany białą kredą napis.
Long odczytał napis jako „Żydzi są ludźmi, którzy nie będą obwiniani o nic” (The Juwes are the men that will not be blamed for nothing). Przybyły chwilę później policjant Daniel Halse zinterpretował go jako „Żydzi nie są ludźmi, którzy nie będą obwiniani o nic” (The Juwes are not the men who will be blamed for nothing), zaś rzeczoznawca budowlany Frederick William Foster „Żydzi nie są ludźmi, których oskarża się o nic” (The Juws are not the men To be blamed for nothing).
Kopię napisu zgodną z wersją Longa komisarz miejskiej policji Charles Warren przesłał w swoim raporcie brytyjskiemu Ministerstwu Spraw Wewnętrznych.
Po śmierci Mary Ann Nichols – pierwszej „kanonicznej” ofiary Kuby Rozpruwacza – pojawiły się pogłoski, że za zbrodnie odpowiada Żyd zwany „Skórzanym Fartuchem”, co wywołało antysemickie demonstracje. John Pizer – Żyd noszący ten pseudonim i pracujący jako szewc, znany ze stosowania przemocy wobec prostytutek – został aresztowany, jednak po przedstawieniu mocnego alibi zwolniono go.
Thomas Arnold w raporcie wysłanym do Ministerstwa Spraw Wewnętrznych 6 listopada 1888 stwierdził, że graffiti podsyciłoby panujące antysemickie nastroje i mogłoby wywołać zamieszki:

Chciałbym poinformować, że rankiem 30 września moją uwagę przyciągnął napis na ścianie przy wejściu do jednego mieszkania przy ulicy Goulston 108, zawierający następujące słowa: „Żydzi nie (wyraz «nie» wygląda na usunięty) są ludźmi, którzy nie będą obwiniani o nic”. Wiedząc o podejrzeniach, jakie padły na Żyda Johna Pizera, alias „Skórzany Fartuch”, iż popełnił wcześniejsze morderstwo na Hanbury Street,  oraz ogólnie silnych nastrojach antyżydowskich, a także iż budynek, w którym odkryto napis, znajdował się w okolicy zamieszkiwanej przez tę sektę, obawiałem się, że jeśli napis pozostawimy, może on stać się przyczyną zamieszek. Uważaliśmy więc, że należy go usunąć, mając na uwadze, iż znajduje się on na takiej wysokości, że mogłyby to i tak zrobić osoby wchodzące lub wychodzące z budynku.

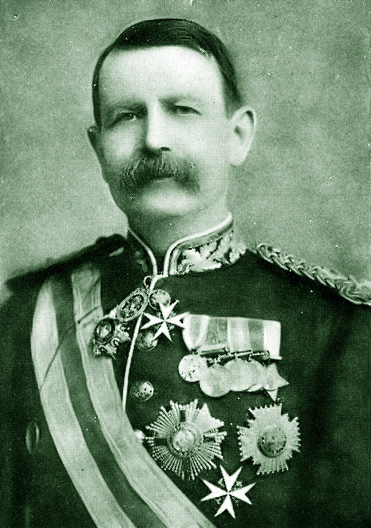
Komisarz Charles Warren

W okresie tym dochodziło do dużych napięć na tle religijnym, więc zagrożenie ewentualnymi rozruchami było poważne. W efekcie Arnold – po porozumieniu się z Charlesem Warrenem – nakazał zmazać napis. Arnold i Warren uznali, że warto by było zaczekać na fotografa w celu uwiecznienia napisu, jednak byłoby zbyt niebezpieczne, a sam Warren napisał później „uznaliśmy za pożądane zmazać napis natychmiast”.
Podczas gdy napis odnaleziono na terytorium kontrolowanym przez miejską policję, kawałek fartucha pochodził od ofiary zabitej w innej części miasta patrolowanej przez innych funkcjonariuszy.
Niektórzy oficerowie nie zgadzali się z decyzją o usunięciu napisu, żądając co najmniej sfotografowania go jako dowodu w sprawie tajemniczych morderstw, jednak ostatecznie zmazano go ok. 5:30 rano. Funkcjonariusze stwierdzili, że charakter pisma napisu nie przypomina znanego z listu Drogi szefie, którego autor przyznaje się do makabrycznych zabójstw i podpisuje się jako Kuba Rozpruwacz. Uznano także, że graffiti stanowi nieudolną próbę ataku na Żydów.
Policja przesłuchała wszystkich mieszkańców kamienicy, w której znaleziono napis, nie byli oni jednak w stanie zidentyfikować ani jego autora, ani też mordercy. Historyk Philip Sugden stwierdził, że istnieją trzy możliwości co do okoliczności powstania napisu, wszystkie wydają się możliwe, jednak żadna nie jest poparta dowodami. Pierwsza mówi, że autorem napisu nie był morderca, a kawałek fartucha upuszczono pod nim przypadkowo lub umyślnie. Według drugiej zabójca, będąc Żydem, świadomie siebie obciążył tworząc to graffiti, a według trzeciej wykonał je w celu odwrócenia od siebie uwagi policji, poprzez zrzucenie odpowiedzialności na Żydów. Zdaniem Sugdena trzecia hipoteza była najpopularniejsza wśród funkcjonariuszy Scotland Yardu oraz w kręgach żydowskich. Detektyw Walter Dew wierzył, że tajemniczy napis nie ma związku ze sprawą Rozpruwacza, podczas gdy nadinspektor Henry Moore i Robert Anderson (obaj z Scotland Yardu) uznawali go za dzieło zabójcy.
Martin Fido zauważył, że napis zawiera podwójne zaprzeczenie, charakterystyczne dla Cockney – gwary używanej przez niższe brytyjskie warstwy społeczne. Zdaniem Fido po przetłumaczeniu na typowy angielski treść graffiti brzmiałaby „Żydzi nie wezmą na siebie odpowiedzialności za nic”, a jego twórcą był ktoś uważający, że został skrzywdzony przez działającym w tym obszarze żydowskich handlarzy.

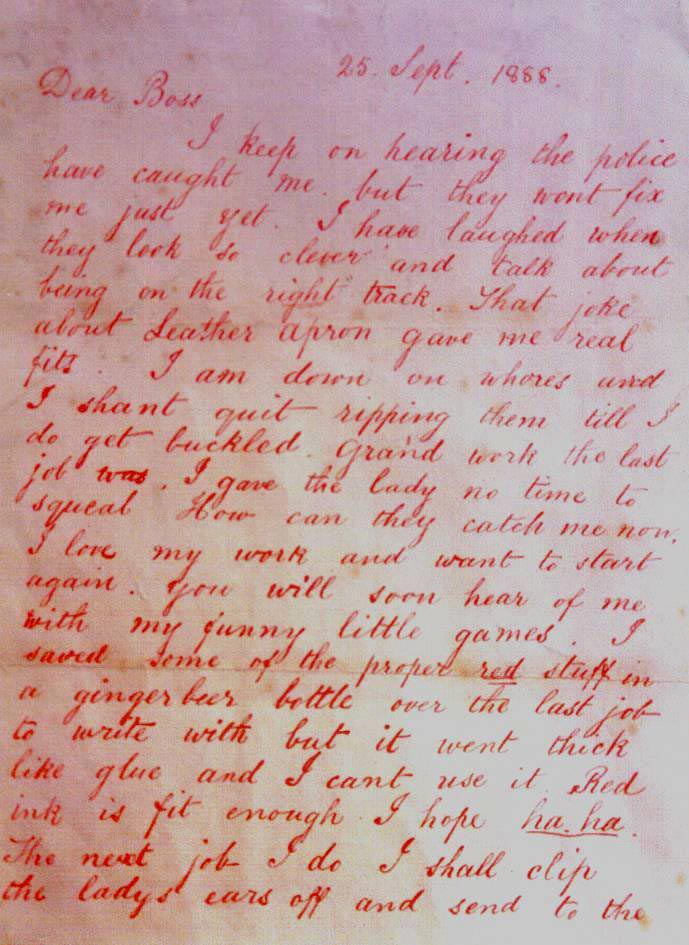
List "Drogi Szefie"

Dziennikarz i pisarz Robert D'Onston Stephenson zajmujący się okultyzmem i czarną magią w swoim artykule zatytułowanym One Who Thinks He Knows z 1 grudnia 1888 opublikowanym w czasopiśmie „Pall Mall Gazette” zaproponował własną interpretację napisu. Jego zdaniem ogólna budowa zdania: podwójne zaprzeczenie i przedimek oraz nietypowy błąd ortograficzny w słowie Żydzi (Juwes zamiast Jews) świadczą, że morderca najprawdopodobniej był Francuzem. Stephenson powątpiewał jakoby „niewykształcony Anglik” lub „niedouczony Żyd” mogli zrobić błąd ortograficzny w słowie „Żydzi”, natomiast forma Juwes jest bardzo podobna do francuskiego słowa juives. Wykluczył mówiących po francusku Szwajcarów i Belgów, gdyż 

obie te narodowości są przeciwne tej klasy przestępstwom. Dla kontrastu we Francji mordowanie prostytutek było długo praktykowane i uważa się, że jest to specyficzne francuskie przestępstwo.

 Teorię Stephensona zanegował jeden z mieszkających w Londynie Francuzów w liście do redakcji gazety z 6 grudnia 1888.
Stephen Knight uznał, że słowo Juwes nie odnosi się do Żydów, lecz Jubela, Jubelo i Jubelum – zabójców Hirama Abiffa – półlegendarnej postaci z tradycji wolnomularskiej, a napis został wykonany przez uciekającego mordercę, mającego powiązania z masonerią. Mimo że nikt przed Knightem nie określał postaci  Jubela, Jubelo i Jubelum terminem Juwes, jego teoria została przedstawiona w wielu powieściach i filmach, w tym między innymi słynnym Z piekła rodem i  Murder by Decree.
Znawca tematyki Kuby Rozpruwacza i były śledczy Trevor Marriott zasugerował możliwość jakoby zakrwawiony kawałek tkaniny nie został upuszczony przez mordercę uciekającego z East Endu przez Mitre Square, lecz ofiarę idącą wcześniej tą drogą i służył jako podpaska higieniczna. Sam Marriott stwierdza jednak, że jego teorię „wielu ekspertów uzna za niewiarygodną”.